# Bernadette Malinowski
Bernadette Malinowski (* 1965 in Augsburg) ist eine deutsche Germanistin.

## Leben
Von 1990 bis 1996 studierte sie vergleichende Literaturwissenschaft, italienische Literaturwissenschaft und Philosophie an der Universität Augsburg (Magister Artium) und von 1992 bis 1993 vergleichende Literaturwissenschaft, englische und amerikanische Literaturwissenschaft sowie Judaistik an der Brandeis University. Nach der Promotion 2001 bei Hans Vilmar Geppert und Werner Frick und der Habilitation 2008 (Ernennung zur Privatdozentin; Venia legendi für die Fächer Neuere deutsche Literaturwissenschaft und Vergleichende Literaturwissenschaft) bei Hans Vilmar Geppert, Mathias Mayer, Gert-Ludwig Ingold, Frank-Rutger Hausmann und Jürgen Mittelstraß ist sie seit 2011 Professorin für Neuere Deutsche und Vergleichende Literaturwissenschaft an der TU Chemnitz.